# Väse
Väse (uttalas vä-se[källa behövs]) är en tätort i Väse distrikt i Karlstads kommun belägen vid Värmlandsbanan och E18.

## Idrott
Idrottsplatsen heter Guståsvallen och fungerar som hemmaplan åt IFK Väse som spelat i division 5 som högst.

## Befolkningsutveckling
| Befolkningsutvecklingen i Väse 1960–2020 | Befolkningsutvecklingen i Väse 1960–2020 | Befolkningsutvecklingen i Väse 1960–2020 | Befolkningsutvecklingen i Väse 1960–2020 | Befolkningsutvecklingen i Väse 1960–2020 |
| ---------------------------------------- | ---------------------------------------- | ---------------------------------------- | ---------------------------------------- | ---------------------------------------- |
|                                          |                                          |                                          |                                          |                                          |
| År                                       |                                          |                                          | Folkmängd                                | Areal (ha)                               |
| 1960                                     | 1960                                     |                                          | 389                                      |                                          |
| 1965                                     | 1965                                     |                                          | 436                                      |                                          |
| 1970                                     | 1970                                     |                                          | 587                                      |                                          |
| 1975                                     | 1975                                     |                                          | 579                                      |                                          |
| 1980                                     | 1980                                     |                                          | 527                                      |                                          |
| 1990                                     | 1990                                     |                                          | 580                                      | 72                                       |
| 1995                                     | 1995                                     |                                          | 571                                      | 72                                       |
| 2000                                     | 2000                                     |                                          | 559                                      | 72                                       |
| 2005                                     | 2005                                     |                                          | 517                                      | 72                                       |
| 2010                                     | 2010                                     |                                          | 494                                      | 69                                       |
| 2015                                     | 2015                                     |                                          | 519                                      | 71                                       |
| 2020                                     | 2020                                     |                                          | 539                                      | 71                                       |
|                                          |                                          |                                          |                                          |                                          |